# Davide Bassan
Davide Bassan (Milano, 24 agosto 1952 – Roma, 31 dicembre 2010) è stato uno scenografo italiano.

## Biografia
Figlio d'arte, iniziò giovanissimo a seguire le orme del padre Giuseppe, affermato scenografo, e a collaborare con i più grandi registi italiani. Come lo definisce Roberto Faenza in un'intervista della rivista ASC (anno VII, n. 1): "Si tratta di uno scenografo che definirei “istintivo”, cioè propenso a lasciarsi guidare dall'emozione e non solo dalla ragione. Mi sembra che questa caratteristica sia rintracciabile tanto nella scelta degli interni costruiti in teatro, quanto negli esterni urbani, una Torino molto raccontata al cinema, ma a mio avviso poco “vista”, nel senso che si è quasi sempre filmato la sua parte più nota, ma non la sua “anima”. "
Nella seconda metà degli anni settanta del XX secolo Davide Bassan si trasferì a Roma, pur continuando a viaggiare per lavoro e per passione in Europa, India, Africa, Stati Uniti, Messico e Cuba. 
Il suo lavoro lo portò ad incontrare  e a collaborare con alcuni tra i registi più famosi in Europa e all'estero.
Davide Bassan morì il 31 dicembre 2010, all'età di 58 anni. I funerali si svolsero la mattina del 2 gennaio successivo nella Basilica di Santa Maria in Montesanto; è sepolto nel Cimitero Monumentale di Milano.

## Filmografia

### Scenografo

#### Cinema
- Il generale dell'armata morta, regia di Luciano Tovoli (1983)
- Dèmoni, regia di Lamberto Bava (1985)
- Colpo di fulmine, regia di Marco Risi (1985)
- Dèmoni 2... L'incubo ritorna, regia di Lamberto Bava (1986)
- Morirai a mezzanotte, regia di Lamberto Bava (1986)
- Opera, regia di Dario Argento (1987)
- Blu elettrico, regia di Elfriede Gaeng (1988)
- Tempo di uccidere, regia di Giuliano Montaldo (1989)
- Rebus, regia di Massimo Guglielmi (1989)
- La maschera del demonio, regia di Lamberto Bava (1989)
- Miliardi, regia di Carlo Vanzina (1991)
- Crack, regia di Giulio Base (1991)
- Body Puzzle, regia di Lamberto Bava (1992)
- Guerriero americano 5 (American Ninja V), regia di Bobby Jean Leonard (1993)
- Nel continente nero, regia di Marco Risi (1993)
- Anni 90 - Parte II, regia di Enrico Oldoini (1993)
- Con gli occhi chiusi, regia di Francesca Archibugi (1994)
- Viva San Isidro!, regia di Alessandro Cappelletti (1995)
- Mare largo, regia di Ferdinando Vicentini Orgnani (1998)
- Lupo mannaro, regia di Antonio Tibaldi (2000)
- Il partigiano Johnny, regia di Guido Chiesa (2000)
- Lo strano caso del signor Kappa, regia di Fabrizio Lori (2001)
- I banchieri di Dio - Il caso Calvi, regia di Giuseppe Ferrara (2002)
- Operazione Rosmarino, regia di Alessandra Populin (2002)
- La repubblica di San Gennaro, regia di Massimo Costa (2003)
- Le valigie di Tulse Luper - La storia di Moab (The Tulse Luper Suitcases, Part 1: The Moab Story), regia Peter Greenaway (2003)
- Ilaria Alpi - Il più crudele dei giorni, regia di Ferdinando Vicentini Orgnani (2003)
- I giorni dell'abbandono, regia di Roberto Faenza (2005)
- Alla luce del sole, regia di Roberto Faenza (2005)
- Rosso come il cielo, regia di Cristiano Bortone (2006)
- Tutte le donne della mia vita, regia di Simona Izzo (2007)
- Ghost Son, regia di Lamberto Bava (2007)
- Lezioni di volo, regia di Francesca Archibugi (2007)
- Tutta la vita davanti, regia di Paolo Virzì (2008)
- Shadow, regia di Federico Zampaglione (2009)
- Giallo, regia di Dario Argento (2009)
- La prima notte della luna, regia di Massimo Guglielmi (2010)

#### Televisione
- Neve a Capri, regia di Gianluigi Calderone – film TV (1985)
- Plagio, regia di Cinzia TH Torrini – miniserie TV (1989)
- Fantaghirò, regia di Lamberto Bava – miniserie TV (1991)
- Fantaghirò 5, regia di Lamberto Bava – miniserie TV (1996)
- Mamma mi si è depresso papà, regia di Paolo Poeti – film TV (1996)
- Sorellina e il principe del sogno, regia di Lamberto Bava – miniserie TV (1996)
- La principessa e il povero, regia di Lamberto Bava – miniserie TV (1997)
- Caraibi, regia di Lamberto Bava – miniserie TV (1999)
- L'impero, regia di Lamberto Bava – miniserie TV (2000)
- Dottor Clown, regia di Maurizio Nichetti – film TV (2008)
- Quo vadis, baby?, regia di Guido Chiesa – miniserie TV (2008)
- Mia madre, regia di Ricky Tognazzi – miniserie TV (2010)
- Gli ultimi del paradiso, regia di Luciano Manuzzi – miniserie TV (2010)

### Assistente scenografo
- Profondo rosso, regia di Dario Argento (1975)
- Suspiria, regia di Dario Argento (1977)
- Contro 4 bandiere, regia di Umberto Lenzi (1979)
- Da Corleone a Brooklyn, regia di Umberto Lenzi (1979)
- Tenebre, regia di Dario Argento (1982)

### Arredatore

#### Cinema
- Morte in Vaticano, regia di Marcello Aliprandi (1982)
- Vacanze di Natale, regia di Carlo Vanzina (1983)

#### Televisione
- Due fratelli, regia di Alberto Lattuada – miniserie TV (1988)

### Scenografia e montaggio
- Out of Control, regia di Ovidio G. Assonitis e Robert Barrett (1992)

## Riconoscimenti
- Nastro d'argento
  - 2010 – Candidatura alla migliore scenografia per Shadow

- Ciak d'oro
  - 2008 – Ciak d'oro alla miglior scenografia per Tutta la vita davanti[1]